# Storia della Bretagna
La storia della Bretagna è la storia della regione storica della Bretagna, più estesa dell'attuale regione amministrativa francese.

## La preistoria
Un'occupazione umana è attestata in Bretagna sin da 70.000 anni fa (era Paleolitica) nella vallata della Visnonia/Vilaine (Saint-Malo-de-Phily), da tribù di cacciatori-raccoglitori.
Circa 17.000 anni fa, durante l'ultima epoca glaciale, il continente europeo (e quindi l'Armorica) e le Isole britanniche erano collegate. Il livello del mare era allora di 120 metri inferiore all'attuale e i ghiacciai s'avvicinavano a Londra. La glaciazione würmiana provocò l'invasione marittima delle grandi pianure, adesso sotto la Manica, il Mare d'Iroise o il Mare del Nord.
Alla fine della glaciazione würmiana, il clima diventò più favorevole, favorendo la diffusione in Bretagna delle tecniche agricole, dell'allevamento, dell'arte della ceramica e della pietra lavorata (cioè della cultura neolitica) dovuta all'acculturazione delle popolazioni locali.
La coltivazione dei cereali, la sedentarizzazione, favorì lo sviluppo di modelli sociali complessi, come è testimoniato dal ritrovamento di monumenti megalitici quali l'allineamento delle 18 enormi steli a Locmariaquer (il più grande menhir misurava circa 20 metri) e ai tumuli maestosi quali quelli di Barnenez, Er Vingle (Locmariaquer), Gavrinis o Menez-Mikael (Karnag). Queste costruzioni risalgono al V millennio a.C. e testimoniano la prima architettura monumentale europea. Una seconda fase megalitica dette nascita a monumenti di un'altra tipologia, come gli immensi allineamenti di menhir di Karnag (Carnac in francese), di Monteneuf, di Lagadjar (Kraon/Crozon), del villaggio con grandissime case di Plechâtel, oltre alle numerose tombe a corridoio.
La fine della cultura neolitica si congiunge alla nascita dell'Età del Rame, all'incirca nel 2200 a.C. (datazione per la Bretagna, posteriore a quella dell'Italia).
- I tumuli, cairn e dolmen erano destinati a funzioni funebri.
- Gli allineamenti monumentali di menhir megalitici (come Karnag/Carnac) erano destinati a funzioni cultuali, anche se il loro significato rimane ancora ignoto.
- I menhir isolati sembra indicassero un luogo importante: incroci di strade, sorgenti, cippi di tribù, tombe, luoghi di giustizia, di fertilità, di culto eccetera.

## L'Armorica

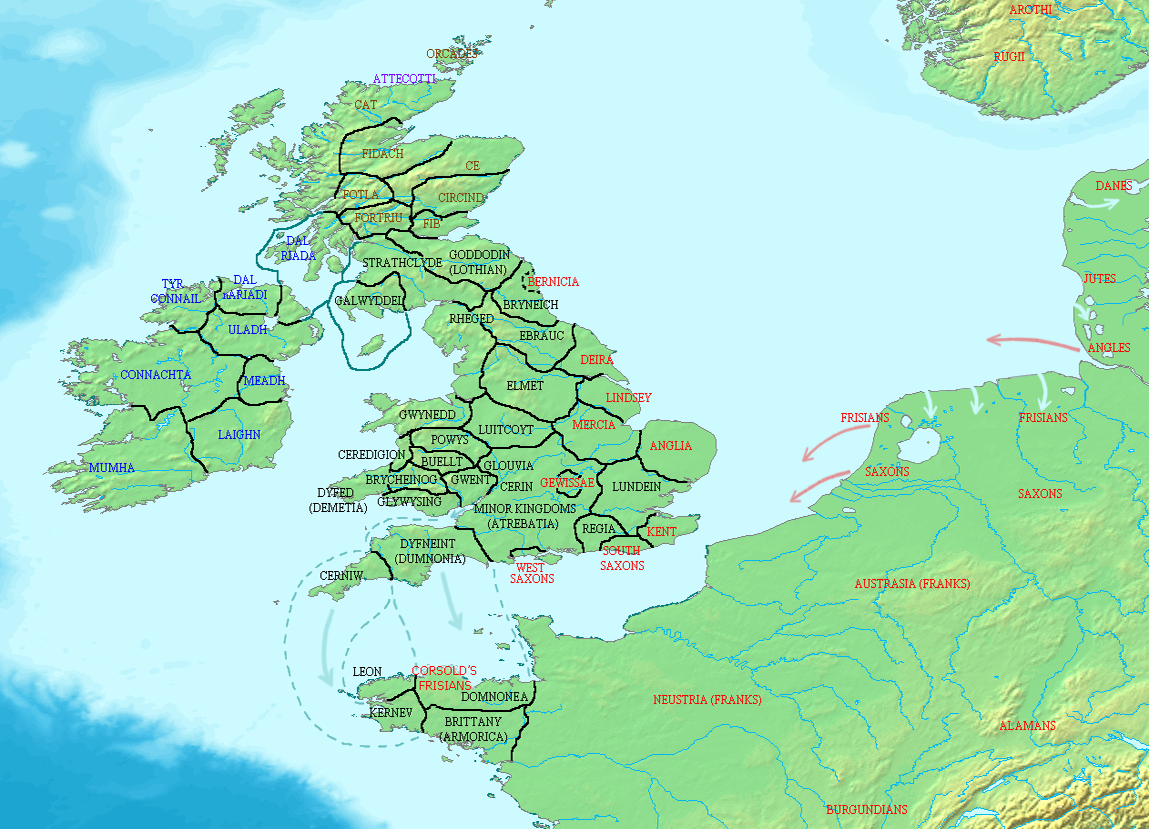
La Bretagna verso il 500 d.C. e i regni insulari non sono dissociabili dal destino dell'Armorica dell'epoca.

Si formò, nella Gallia occidentale, una federazione delle tribù Celte galle. 
I Celti bretoni individuarono nella penisola la "marina", detta nella loro lingua armor, e le terre boschive dell'entroterra (argoat).
Fu la parte occidentale della penisola ad accogliere la più cospicua migrazione di popolazioni celtiche, fatto conservato nella toponimia locale: essi saranno chiamati Aremorici, cioè "quelli che vivono davanti al mare", e Armorica venne utilizzato, in definitiva, come nome per tutta la penisola.
L'Armorica si estendeva dalla Loira alla Senna ed era abitata da numerosi popoli celti i cui nomi si sono conservati nei toponimi moderni della regione e delle regioni vicine: Osismii (Ouessant), Lexovii (Lisieux), Baiocassi (Bayeux), Abrincati (Avranches), Cenomani (Le Mans), Diablinti (Jublains), Riedoni (Rennes/Roazhon), Coriosoliti (Corseul), Namneti (Nantes/Naoned) e soprattutto i Veneti (Vannes/Gwened), che esercitavano un'egemonia economica e politica sulla federazione armoricana, controllando anche le relazioni marittime verso l'isola di Britannia (la Gran Bretagna di oggi). Malgrado la loro potenza e la loro invincibile flotta, i Veneti furono vinti nel 56 a.C. nella baia di Quiberon dalla flotta creata da Cesare con l'aiuto dei Namneti e dei Pitti.
Da quel momento, l'Armorica entrò a far parte del mondo romano, ma non sopravvisse come divisione amministrativa; venne invece unita alla provincia della Gallia Lugdunense. La riorganizzazione dioclezianea divise la regione tra Lugdunense II (futura Normandia) e Lugdunense III (futura Bretagna). Il nome di Armorica venne però di nuovo usato come ducato militare per la difesa della Manica contro le aggressioni dei pirati frisoni, sassoni e altri, dopo il breve episodio di indipendenza di un impero separato di Armorica, governato da Carausio e Alletto alla fine del III secolo.

## La creazione dellaBritannia minor
Nel corso del III secolo d.C. la regione fu attaccata più volte da Franchi, Alemanni e pirati. Allo stesso tempo, l'economia locale crollò e molte proprietà agricole furono abbandonate. Per far fronte alle invasioni, molte città furono fortificate, come Nantes, Rennes e Vannes.
Nel IV secolo il condottiero britannico Conan Meriadoc conquistò l'Armorica e divenne il primo re cristiano di Bretagna, sebbene fosse stato educato nel paganesimo.
Dal V al VI secolo, l'immigrazione di Angli, Sassoni e Juti (popoli germanici danesi), e poi la pressione militare anglo-sassone nell'isola di Britannia (la Gran Bretagna) provocò l'emigrazione massiccia della popolazione di origine celtica, soprattutto verso l'Armorica occidentale. Studiosi come Léon Fleuriot hanno suggerito un modello di migrazione a due ondate dalla Britannia, che vide l'emergere di un popolo bretone indipendente e stabilì il dominio della lingua bretone in Armorica. Questa Nuova Britannia o Britannia Minor fu chiamata anche Letavia, nome conservatosi in gallese. Furono così creati i regni bretoni continentali di Domnonea (al nord) e di Cornovaglia (a ovest), ai quali si aggiunse durante il VI secolo il regno di Broërec (a sud, intorno a Vannes/Gwened).
Il leader britanno Riotamo, alla fine del V secolo, ricevette una corrispondenza dall'eminente giurista romano Sidonio Apollinare e fu chiamato "Re dei Britanni" da Giordane. Alcuni suggeriscono che fosse un bretone, mentre altri ritengono che fosse originario della Britannia, facendo notare che arrivò nella terra dei Biturghi (bretoni) "attraverso l'Oceano". Entrambi gli storici descrivono la battaglia persa da Riotamo contro il re Eurico dei Visigoti a Déols, intorno all'anno 470.
Questi piccoli regni, nei primi tempi collegati con i regni britannici corrispondenti (Domnonea-Devon e Cornovaglia-Cornwall), s'imposero molto facilmente sui Franchi merovingi allora divisi e indeboliti.
Alcuni re di Domnonea: Riwal/Riwallon, Deroch, Iona, Judwal, Judaël, Judikael, Judoc, Winoc, Aodren
Alcuni re di Cornovaglia: Rivelen MeurMarziou, Gradilone il Grande, Daniel DremRud, Budic, Congar, Gradilone Plueneor
Alcuni re di Broerec: Waroch I, Canao I, Macliau, Waroch II, Canao II

## Invasione carolingia

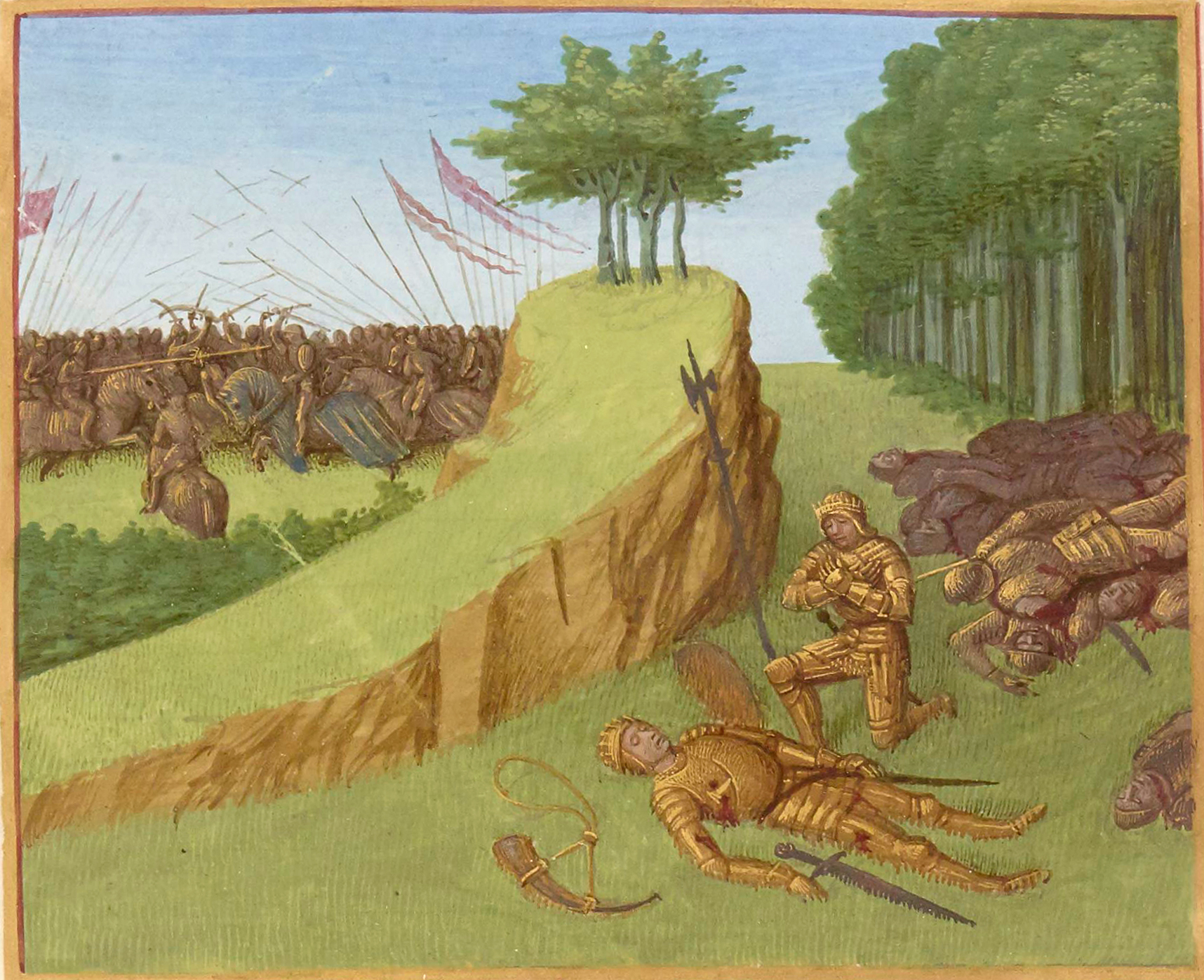
La Battaglia di Roncisvalle in un manoscritto

La situazione cambiò con i Carolingi, che dopo aver riunificato il regno franco, si trovarono di fronte a una Bretagna divisa in tre piccoli regni( Cornovaglia e Dumnonia), dei quali si sa poco per tutto il VIII secolo. Le incursioni dei Bretoni del Broerec nel territorio rivendicato dal regno franco, particolarmente per imporsi nell'antico Veneto gallico (ormai contea di Gwened/Vannes) e per vendemmiare stagionalmente i vigneti delle contee di Vannes e di Nantes, anziché il desiderio di Pipino il Breve, Carlo Magno, Ludovico il Pio di regnare sull'integralità dell'antica Gallia e delle sue marche, spinsero Pipino e i suoi successori a ordinare spedizioni militari nel 753 (al fine di riprendere Gwened/Vannes, persa dai Franchi poco dopo), nel 786, nel 799, nell'811, nell'818 (contro il re bretone Murman/Morvan), nell'824 e nell'825 (contro il re bretone Wiomarc'h). Ma i tributi esatti non vennero mai pagati e la presa di ostaggi tra i membri delle famiglie reali bretoni non ebbe alcun effetto e, dopo la partenza dell'esercito franco, i Bretoni non si sottomisero al loro potere.
Per contenerli fu creata un'organizzazione militare confinaria, chiamata "Marca di Bretagna". Essa controllava nei primi tempi le contee di Roazhon/Rennes, Naoned/Nantes e Gwened/Vannes. Il più famoso titolare fu Orlando, morto a Roncisvalle. Malgrado questa Marca, i Bretoni invasero la contea di Gwened/Vannes e l'imperatore Ludovico il Pio decise allora di nominare un missus dominicus d'origine bretone, Nominoë, cosa eccezionale per la tradizione amministrativa franca, nella speranza di essere infine ben accolto e riconosciuto dai Bretoni.
Re bretoni : 
- Murman/Morvan (+818)
- Wiomarc'h/Guyomarch (+825)

## Il regno unificato di Bretagna
L'imperatore franco Ludovico il Pio fece di un principe bretone - Nominoë - vissuto alla corte imperiale come ostaggio di guerra durante la sua infanzia, il suo conte di Gwened/Vannes e il proprio missus dominicus per le Marche di Bretagna. Dopo la morte di Ludovico, al quale era rimasto fedele, il conte Nominoë ebbe da scegliere fra il nuovo imperatore, Lotario I e il suo fratello Carlo il Calvo, re della parte occidentale dell'impero franco che confinava con la Bretagna. Carlo il Calvo nominò suoi uomini per la contea di Naoned/Nantes, precedentemente amministrata da una dinastia alleata ai Bretoni. Nominoë, diventato duca dei Bretoni, si rese allora indipendente dall'impero franco, vincendo a Ballon nell'845. Nell'849, per ottenere un'alta investitura ecclesiastica e, di conseguenza, segretari religiosi, Nominoë cacciò i vescovi franchi di Bretagna per sostituirli con prelati bretoni. Nominoë morì nell'851, dopo aver portato la guerra in pieno territorio franco, a Vendôme. I suoi successori (Erispoë, Salomone, Alano il Grande) furono riconosciuti re dall'imperatore Carlo il Calvo, duramente sconfitto per tre volte dall'esercito bretone. La vittoria dei Bretoni sull'esercito franco a Jengland-Besle (22-23 agosto 851) provocò la fuga di Carlo il Calvo, la cessione delle contee di Rennes/Roazhon e di Nantes/Naoned, e la concessione del titolo reale al duca Erispoë. A marzo 863, Carlo concesse al nuovo capo bretone Salomone (Salaun in lingua bretone) le terre probabilmente comprese tra i fiumi di Mayenne e di Sarthe. Nell'866, Carlo concesse anche il titolo reale a Salomone e nell'867, fu costretto ancora a lasciare ai Bretoni la penisola del Cotentino (contea di Coutances) e la contea di Avranches. Conobbe allora il regno bretone il suo più ampio sviluppo territoriale.
Il regno di Bretagna cadde però poco dopo dalla rivalità dei successori di Erispoë e di Salomone, che, indeboliti dalle loro guerre fratricide, saranno incapaci di organizzare la difesa del regno contro la minaccia vichinga. Sotto i colpi degli invasori normanni nell'anno 913, gli ultimi principi reali dovettero partire in esilio in Gran Bretagna, nei regni di Devon-Cornovaglia (brittonico) e di Wessex (anglo-sassone).
Re e principi : 
- Nominoë (830?-851)
- Erispoë (851-857)
- Salomone/Salaün (857-874)
- Gurwand (874-876) & Paskweten (874-876)
- Judikael (877-890) & Alano I il Grande (877-907)
- Gourmaelon di Cornovaglia, custode del regno

## 937-1166: Le prime dinastie ducali
Nel 937, Alano II Barbastorta, nipote del re Alano I il Grande, sbarcò con il suo piccolo esercito in Bretagna per vincere i Normanni, ma non poté recuperare la dignità reale: oramai il titolo regio era perduto, sostituito da quello ducale.

Inoltre la Bretagna era indebolita dalla divisione degli eredi delle dinastie reali anteriori: il conte di Cornovaglia, e soprattutto il conte di Nantes/Naoned e il conte di Rennes/Roazhon. Incapaci di imporsi ai loro competitori, essi s'alleavano a principi stranieri.

La Bretagna fu perciò sottomessa alle influenze e alle invasioni dei conti d'Angiò e dei duchi di Normandia. I figli di Alano Barbastorta non potranno imporsi al conte di Rennes/Roazhon, Conan lo Storto (discendente del re Erispoë) che sarà riconosciuto duca. La dinastia dei conti di Rennes/Roazhon cadde alla fine del 1100 a causa delle rivalità interne (Hoël III, Eon II di Porhoët, Conan IV) e dell'aggressione di Enrico II Plantageneto, che regnava su tutti i paesi ai confini della Bretagna (Angiò, Normandia, Inghilterra, Aquitania e Poitou).
Inoltre la nobiltà bretone era indebolita dalla divisione feudale delle proprie terre: contea di Cornovaglia, di Nantes/Naoned, di Porhoët, di Penthièvre/Penteur; viscontea di Leon, di Poher, di Rohan, baronie e signorie di Fougères/Felger, Dinan, Dol, Châteaulin/Kastellin, Pont, Tonquedec/Tonkedeg, Rieux/Reoz, Rochefort, Clisson/Klison, Châteaubriant/Kastell-Briant, Vitré/Gwitreg, Coëtmen/Koatmen, Kaer, Malestroit/Malastred...
Duchi della dinastia di Nantes/Naoned : Alano II Barbastorta (937-952), Drogone (952-958), Hoël I (958-979), Guerech (979-988).
Duchi della dinastia di Rennes/Roazhon : Conan I lo Storto (958/988-992), Goffredo I (992-1008), Alano III (1008-1040), Eudo I di Penthievre (1040-1056), Conan II (1040-1066).
Duchi della dinastia di Cornovaglia/Kernev : Hawise & Hoël II di Cornovaglia (1066-1084), Alano IV Fergent (1084-1112), Conan III il Grosso (1112-1148), Hoël III (1148), Berta (1148-1156) & Eudo II di Porhoët (1148-1156), Conan IV il Piccolo (1156-1166), Costanza (1166-1201).

## 1166-1341: I Plantageneti e i Capetingi di Dreux
Enrico II Plantageneto costrinse il duca Conan IV a trasferirsi in Inghilterra (dove possedeva l'"onore di Richmond") e fece sposare il proprio figlio Goffredo Plantageneto con Costanza di Bretagna-Penthièvre, figlia ed erede di Conan; Enrico II, però, non consentì mai alla coppia di regnare davvero. Malgrado la resistenza bretone e numerose rivolte, la potenza di Enrico II e del figlio Riccardo Cuor di Leone mantenne la Bretagna nell'orbita plantageneta. L'assassino del duca Arturo I da parte di suo zio, il re usurpatore Giovanni senza Terra e la sconfitta delle truppe di Giovanni da parte di quelle del re di Francia Filippo Augusto nel 1204 sono all'origine del cambiamento dinastico del ducato. Filippo Augusto aveva dato a la duchessa vedova Costanza un suo suddito per marito: Guy de Thouars. La loro figlia Alice (Aelis), sorellastra di Arturo I, venne riconosciuta duchessa (sua sorellastra primogenita Azenor rimase in prigione fino alla morte, in Inghilterra) dall'assemblea dei baroni bretoni e promessa in sposa a uno di loro, il giovane Enrico, figlio del conte Alano di Penthièvre. Ma Filippo Augusto impose il suo candidato e cugino Pierre Mauclerc (= Malclerico) di Dreux nel 1213. I duchi plantageneti e capetingi introdussero in Bretagna un'amministrazione evoluta ed efficiente. Unirono anche al demanio ducale numerose città e terre feudali (Brest, Dinan, Penthièvre...)
Duchi : Costanza (1166-1201) & Goffredo II (1181-1186), Artu I (1196-1203), Guido di Thouars (1203-1213), Alice/Aelis (1203-1221) & Pietro Malclerico (1213-1237), Giovanni I il Rosso (1221-1286), Giovanni II (1286-1305), Artu II (1305-1312), Giovanni III (1312-1341).

## 1341-1364: la Guerra di Successione
Nel 1341, la morte del duca Giovanni III provocò la guerra di successione bretone tra i pretendenti Giovanni di Montfort e Giovanna di Penthièvre (sposata al nipote del re di Francia Carlo di Blois). Naturalmente i francesi appoggiarono Blois, e Montfort troverà aiuto dagli Inglesi, felici di spostare in Bretagna la guerra dei cent'anni che la tregua imposta dal Papa vietava di proseguire direttamente tra di loro. La morte di Montfort e la cattura di Blois faranno delle loro mogli, le duchesse Giovanna di Fiandra e Giovanna di Penthièvre, le due comandanti militari e a loro si riferisce l'altro nome di questa guerra: Guerra delle due Giovanne.
Nel 1364, il giovane figlio di Giovanni di Montfort, anche lui di nome Giovanni, vinse e uccise Carlo di Blois a Auray/An Alre. Il trattato di Guérande/Gwenrann previde allora che la corona ducale andasse a Giovanni V "Il Conquistatore" e ai suoi successori maschi. Se non ve ne fossero stati, la corona sarebbe tornata alla famiglia di Penthièvre. Questa disposizione sarà all'origine di numerose contestazioni da parte dei conti di Penthièvre e dei loro alleati francesi.
Duchi della famiglia di Montfort: Giovanni IV di Bretagna (1341-1345), Giovanni V di Bretagna (1345/1364-1399)
Duchi della famiglia di Penthièvre: Giovanna la Zoppa di Penthièvre (1341-1364) & Carlo di Blois (1341-1364)

## 1364-1514: la dinastia di Montfort
Giovanni IV (talora chiamato Giovanni V), arrivato sul trono con l'aiuto degli inglesi e contro i francesi, espresse una politica diffidente nei confronti dei re di Francia, ai quali i duchi rifiutarono sempre di rendere l'omaggio ligio. Con i suoi successori, formò gli strumenti di governo di uno stato moderno: una moneta solida, le unità di misura unificate, una cancelleria, una corte dei conti, un parlamento sovrano, detentore del potere giudiziario, un'università, una diplomazia indipendente (con propria araldica e sigilli diplomatici). Gli storici, i giudici e i diplomatici bretoni del XV secolo ricordavano in ogni occasione le origini regali dei duchi di Bretagna, la preesistenza dei Bretoni rispetto ai Franchi nel territorio gallico e quindi il fatto che la Bretagna, non essendo una divisione del reame franco, non poteva essere concepita come feudo franco. Ottennero dal Papa una chiesa nazionale e un cimitero a Roma (Sant'Ivo dei Bretoni), come già i Francesi prima di loro. Nel 1464 venne redatto il Catholicon, dizionario trilingue (bretone - francese - latino).
Nella prima parte del XIV secolo, il duca Giovanni V il Saggio mantenne i suoi stati in una prudente neutralità rispetto a Inghilterra e Francia. L'economia bretone si sviluppò allora fortemente. La posizione geografica particolare della Bretagna, al centro di tutte le linee marittime e con forti legami commerciali col nord e il sud, ne fecero la prima potenza marittima atlantica. Le navi che allora frequentavano i porti inglesi, fiamminghi e danesi erano in grande maggioranza bretoni e trasportavano il vino francese, il sale e le tele bretoni, le spezie spagnole, cabotando lungo le coste europee nord-occidentali.
Duchi: Giovanni V di Bretagna (1345/1364-1399), Giovanni VI di Bretagna (1399-1442), Francesco I di Bretagna (1442-1450), Pietro II di Bretagna (1450-1457), Arturo III di Bretagna (1457-1458), Francesco II (1458-1488), Anna (1488-1514).

## 1487-1491: le guerre franco-bretoni
Nel XV secolo, le condizioni geopolitiche cambiarono. Scomparvero dal territorio francese tutti i possibili alleati dei bretoni: gli inglesi nel 1450-1452 con la fine della guerra dei cento anni, Charles di Valois, duca di Berry e di Guyenna (fratello di re Luigi XI), il ricchissimo duca di Borgogna, gli stati di Angiò-Provenza e Lorena.
Il regno di Francia si era quasi del tutto unificato e si trovava ad essere uno stato ricco, moderno, potente e imperialista. Venne il momento per Luigi XI, e poi per suo figlio Carlo VIII, di vendicarsi del duca Francesco II di Bretagna, che aveva partecipato a tutte le guerre anti-francesi del tempo e sostenuto tutti i nemici del re. Per darsi un motivo d'intervento, Luigi comprò i diritti (contestabilissimi) al ducato dell'ultima erede della famiglia scaduta di Penthièvre e fece entrare nella sua clientela, assegnando grosse pensione, quasi tutti i capi dell'alta aristocrazia bretone: visconte di Rohan, maresciallo di Rieux, conte di Laval-Vitré, principe di Orange, Francesca di Dinan e altri (tutti membri della famiglia regnante e alcuni anche del consiglio ducale).
Una prima campagna nel 1487 segnò un iniziale successo francese, vanificato però dalla perdita di tutte le posizioni conquistate poco dopo. Tuttavia, nel 1488 i francesi del maresciallo de la Trémoïlle vinsero un esercito composto da bretoni, spagnoli, inglesi e tedeschi nella battaglia decisiva di Saint-Aubin-du-Cormier. Il duca Francesco II morì due mesi dopo, lasciando il trono ducale a una bambina di dodici anni, la duchessa Anna, che dovette sopportare l'occupazione nemica di varie città.
Nel 1490, dopo vari piani falliti di alleanze con potenze straniere (tranne il fidanzamento con il piccolo Edoardo V d'Inghilterra), Anna sposò per procura l'arciduca e re dei Romani Massimiliano d'Austria, futuro imperatore. Venne subito assediata a Rennes/Roazhon dal suo genere il re di Francia Carlo VIII che pretendeva di essere il legittimo duca di Bretagna.
Dopo aver atteso invano per mesi l'arrivo delle truppe promesse da Massimiliano, Anna fu costretta ad arrendersi per concludere il matrimonio con il vincitore Carlo VIII nel 1491 a Langeais, ma prima che il suo primo matrimonio fosse annullato dal papa.

## 1491-1532: Unione della Bretagna e della Francia
Nel 1498 Carlo VIII morì senza eredi nel castello di Amboise. La vedova Anna, di nuovo sovrana indipendente, decise allora di rispettare le disposizioni del contratto di matrimonio di 1491 che prevedeva, in questo caso, che Anna doveva rimanere vedova o sposare soltanto l'erede di Francia, se disponibile. Egli era il suo vecchio alleato Luigi d'Orleans che era stato il principale ministro del suo padre, il duca Francesco II ed uno dei suoi fidanzati. Questo duca d'Orleans era anche il nuovo re di Francia Luigi XII, e il loro matrimonio ebbe più fortuna dei primi, tanto che Anna ebbe due figlie, Claudia, futura duchessa e regina, e Renata, futura duchessa di Ferrara. Alla morte di Anna nel 1514, la figlia Claudia fu riconosciuta duchessa, ma il re la fece sposare, malgrado il parere contrario di Anna (che l'aveva fidanzata con il duca di Lussemburgo, futuro imperatore Carlo V e nipotino del suo primo marito Massimiliano d'Austria), col futuro re Francesco I. Dopo la morte di Claudia nel 1524, il figlio primogenito Francesco III regnò sotto l'amministrazione del padre, il re Francesco I, che decise l'unione personale di Francia e Bretagna. A Vannes/Gwened, ottenne dai deputati bretoni la richiesta dell'unione nel 1532 e poco dopo, la "concesse" con il suo editto di Nantes/Naoned. Senza questa unione, l'eredità di Bretagna sarebbe forse passata nel 1589 all'infanta Isabella di Spagna, nel 1633 a Vittorio Amedeo I di Savoia e ai suoi eredi, nel 1840 ai principi di Asburgo-Modena e nel 1919 ai principi reali di Baviera.
Gli ultimi duchi di Bretagna furono i figli della duchessa-regina Claudia e del re Francesco I di Francia.
Duchi della famiglia capetingia di Valois: Claudia (1514-1524), Francesco III (1524-1536), Enrico (1536-1547) ulteriormente re Enrico II di Francia. Enrico sposo Caterina de Medici che fu l'ultima duchessa di Bretagna prima di regnare in Francia.

## 1532-1789: la Bretagna provincia francese
La potenza del regno di Francia impedì qualsiasi tentativo di indipendenza, ma quando tale potenza risultò indebolita dalle guerre di religione, due pretendenti al ducato provarono a impadronirsi della Bretagna nel 1590: il duca di Mercoeur (governatore di Bretagna e marito della contessa di Penthièvre, discendente della duchessa Giovanna la Zoppa) e il re di Spagna Filippo II per conto di sua figlia Isabella, essa erede dei duchi di Bretagna per i Valois. Tutti due pensavano restaurare il ducato di Bretagna a loro vantaggio, approfittando della caduta della dinastia di Valois e dell'arrivo al trono di Francia di un Borbone protestante e senza legame con la stirpe ducale bretone. Le vittorie militari e diplomatiche di questo nuovo re di Francia Enrico IV misero fine a queste pretese e nel 1598 si arrese il duca di Mercoeur.
La Bretagna conobbe in questo periodo uno sviluppo economico importantissimo e, se perse il primato marittimo a favore degli olandesi, diventò la prima produttrice mondiale di tele di lino e di canapa, materia questa fondamentale per le vele. Una gestione molto attenta del profitto della vendita di queste "tele d'olona" permise alla parte occidentale della provincia di far fiorire i famosi calvari bretoni e i complessi parrocchiali ammirati ancora oggi dai turisti.
Ma le guerre militari ed economiche di Luigi XIV contro l'Inghilterra e i Paesi Bassi fecero perdere ai produttori bretoni i loro più importanti mercati. La crisi economica, le aggressioni militari dovute alle guerre francesi, la volontà di sottomettere la Bretagna al sistema amministrativo in vigore nelle altre province francesi e soprattutto la pressione fiscale reale, provocarono una ribellione generale nel 1675, che fu chiamata rivolta dei berretti rossi o "rivolta della carta bollata". La repressione condotta dalle truppe reali sottratte dal fronte olandese fu durissima e rimase impressa per secoli nella coscienza dei Bretoni. Vinta, occupata militarmente, sottomessa a un regime severo, la Bretagna si trovò in una crisi economica aggravata dalle guerre contro le potenze marittime e infine una miseria che si prolungò fino agli sessanta e settanta del XX secolo.

## 1790-1956: la Bretagna divisa in dipartimenti francesi
Nell'agosto 1789, alcuni dei più radicali tra i deputati rivoluzionari bretoni proclamarono la fine dei privilegi anche nella loro regione. Scomparve così anche il nome di Bretagna e tutte le sue strutture amministrative originali (Stati di Bretagna, Parlamento, Corte dei conti). Venne invece suddivisa, nel 1790, in cinque dipartimenti:
- Côtes-du-Nord (successivamente Côtes-d'Armor/Aodoù-an-Arvor);
- Finistère/Penn-ar-Bed;
- Ille-et-Vilaine/Ill-ha-Gwilen;
- Loire-Inférieure (successivamente Loire-Atlantique/Liger-Atlantel);
- Morbihan/Mor-bihan.

La Bretagna era amministrata dai prefetti nominati dal governo francese e non aveva più nessun rappresentante locale, tranne i deputati dell'Assemblea nazionale francese. L'assenza di una politica di sviluppo economico, industriale e commerciale, di strade e infrastrutture (oltre che militare) crearono le condizioni per un depauperamento del paese e della sua popolazione. La miseria raggiunse il suo massimo alla fine del XIX secolo e all'inizio del XX. Milioni di bretoni emigrarono verso le altre regioni di Francia e verso l'America del Sud e del Nord fino al 1965 circa, mentre si sviluppava su vasta scala la mendicità e la prostituzione, soprattutto nelle città di guarnigione e a Parigi. Nacque allora, nella cultura popolare francese, lo stereotipo della domestica tonta che storpia il francese e quello del bretone testardo. L'arretratezza delle infrastrutture bretoni era così evidente che francesi e inglesi andavano a visitare la regione come fosse paese medievale esotico. Il pittore Gauguin, alla ricerca di un certo primitivismo, scelse di viverci nel 1886 - a Pont-Aven - preceduto dal pittore statunitense Robert Wylie nel 1864 e da tanti altri.

## 1956-2008: la Bretagna divisa tra due regioni amministrative
Fin dalla creazione delle regioni amministrative francesi, nel 1941 (regioni di Vichy), 1955/1956, 1972 e 1982, solo i primi quattro dipartimenti costituirono la Bretagna amministrativa, mentre la Loira Atlantica era inclusa nei Paesi della Loira. Questa divisione, decisa senza la consultazione della popolazione, fu contestata e lo è ancora adesso dalla maggior parte dei Bretoni. Secondo un sondaggio del 1998, il 62% degli abitanti della Loira Atlantica desidera l'integrazione amministrativa del proprio dipartimento alla regione della Bretagna. Nuovi sondaggi portano questa cifra al 74%. Il Consiglio regionale di Bretagna e il Consiglio generale del dipartimento Loira-Atlantica hanno votato due volte la loro riunificazione, bloccata però dal Consiglio di Stato francese. Attualmente, nonostante un'evidente particolarità culturale, linguistica, storica ed etnografica, un desiderio molto diffuso nella popolazione bretone e il riconoscimento della qualità di "minoranza nazionale" da parte dell'Unione europea, la Bretagna non ha alcuno statuto d'autonomia nel seno della Repubblica Francese (la quale è da sempre molto centralista), che nega il riconoscimento di nazione al popolo bretone. Se il presidente Georges Pompidou osò dichiarare "in una repubblica francese confrontata al mondo, non c'è posto per la lingua bretone", il suo successore Valery Giscard d'Estaing offrì alla Bretagna il privilegio di comporre una rappresentazione culturale nel seno del Consiglio culturale bretone e dell'Istituto culturale bretone. François Mitterrand e Jacques Chirac invece, limitarono la loro azione verso la Bretagna a grandi promesse durante le campagne elettorali presidenziali. La riunificazione della Bretagna però non è più un tabù a Parigi e Nicolas Sarkozy ne ha parlato pubblicamente nel novembre 2008.
Poverissima e sotto-attrezzata, gravemente danneggiata dai bombardamenti di St-Malo, Brest, Lorient, St-Nazaire, Nantes e Rennes durante l'ultima guerra, terra di emigrazione dalla fine del 1800 sino al 1970, la Bretagna ha conosciuto in questi ultimi 40 anni uno sviluppo strutturale, economico ed industriale nominato "miracolo". È ormai la prima regione agricola francese (allevamento di maiali, muche e polli, primizie, latte, burro, formaggio), la prima regione per la pesca, ma anche la costruzione navale militare e civile (piroscafi). È anche una grande regione industriale (Citroën, Airbus, Canon, Yves Rocher, Manitou, LU, Doux-Gallina, Bollore) commerciale (Leclerc, Intermarché) e turistica.